# Réformes judiciaires depuis 2015 en Pologne
 (2018).
Le texte peut changer fréquemment, n’est peut-être pas à jour et peut manquer de recul. 
Le titre et la description de l'acte concerné reposent sur la qualification juridique retenue lors de la rédaction de l'article et peuvent évoluer en même temps que celle-ci.
La Pologne connaît plusieurs réformes judiciaires à partir de 2015. Le gouvernement conservateur polonais réforme en 2015 le Tribunal constitutionnel en prévoyant notamment une double élection de ses cinq juges par les députés des VIIe et VIIIe législatures de la Diète ; face à la contestation d'une partie de la population, le projet initial est en partie amendé. D'autres institutions judiciaires font l'objet de réformes à partir de 2017.
Ces réformes impliquent de savoir lequel des droits, européen ou polonais, a la primauté sur l'autre.

## Déroulement

### Réforme du Tribunal constitutionnel

#### Élection de juges

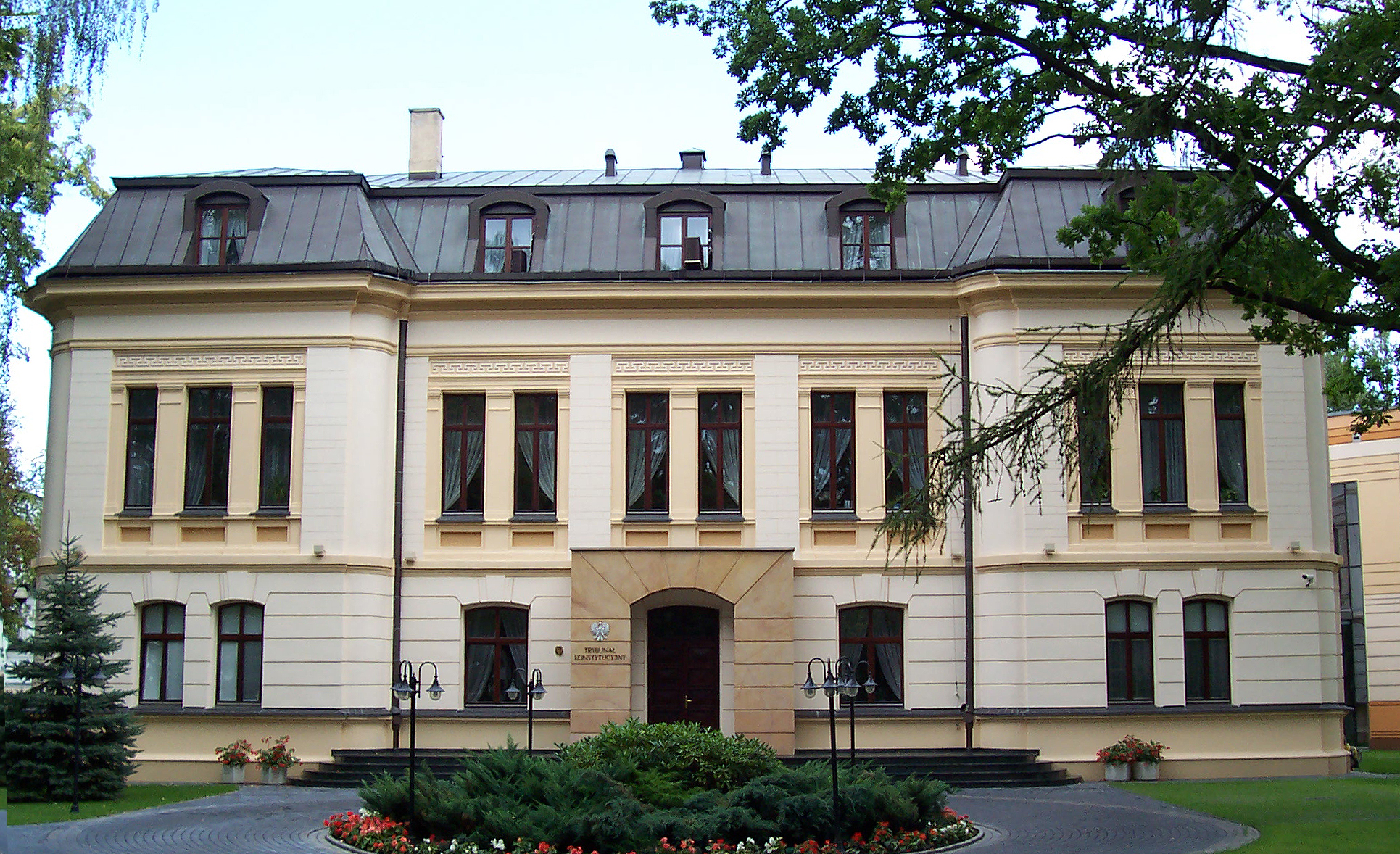
Le siège du Tribunal constitutionnel Aleja J.Ch. Szucha 12, à Varsovie.

Le 8 octobre 2015, les députés de la Diète de la VIIe législature élit Roman Hauser, Krzysztof Ślebzak, Andrzej Jakubecki (avec des mandats à partir du 7 novembre,,), Bronisław Sitek et Andrzej Sokala (avec des mandats respectivement à partir du 3 et 9 décembre,) en tant que juges du Tribunal constitutionnel. Il faut alors remplacer des juges dont les mandats se terminent en novembre et décembre. Cette élection se déroule selon la nouvelle loi sur le Tribunal constitutionnel du 25 juin 2015. Cette loi permet, entre autres, l'élection de deux juges dont les mandats doivent commencer après la constitution de la nouvelle Diète issue des élections législatives du 25 octobre 2015. Les députés du parti Droit et justice (PiS) déposent un recours contre cette loi auprès du Tribunal constitutionnel mais la retirent par la suite. Le 17 novembre, les députés de la Plate-forme civique (PO) et du Parti paysan polonais (PSL) déposent à leur tour un tel recours.
Le président de la République Andrzej Duda n'assermente alors aucun des juges élus. Le 19 novembre, les députés de la VIIIe législature votent une modification de la loi concernant le Tribunal constitutionnel, laquelle prévoit, entre autres, une seconde élection des juges et l'introduction d’une durée limite des fonctions du président et du vice-président du Tribunal constitutionnel, ainsi que l'extinction des fonctions des actuels occupants de celles-ci, Andrzej Rzepliński et Stanisław Biernat. La loi est votée par le Parlement, une semaine après la dépôt de la proposition, et aussitôt signée par le chef de l'État. La vitesse de ces travaux législatifs est critiquée par le Conseil national de la magistrature (pl)  (KRS), entre autres. Immédiatement, un recours contre cette loi est déposé auprès du Tribunal constitutionnel par les députés PO, le Protecteur des droits du citoyen (pl) (RPO), le KRS et le Premier président de la Cour suprême (pl). La loi est publiée au Journal officiel (pl) du 20 novembre, son entrée en vigueur étant prévue 14 jours plus tard.
Le 25 novembre, avec les voix des députés PiS et Kukiz'15, la Diète vote cinq résolutions sur « l'absence de contrainte juridique » de l'élection des cinq juges au cours de la législature précédente,,,,. Dans la justification de ces projets de résolutions, Stanisław Piotrowicz souligne que la précédente Diète a commis un certain nombre de manquements procéduraux qu'il faut donc corriger. Selon lui, l'adoption des résolutions non seulement régularise tout le processus des nominations des juges du Tribunal constitutionnel, mais elle va aussi interrompre la difficile situation de l’absence de cinq juges . Il souligne aussi que les électeurs ont donné au PiS la légitimité pour réformer le pays, mais que « dans l'idée des députés de la Plate-forme civique, le Tribunal constitutionnel doit être cet organe qui va rendre cette réforme impossible. On ne peut donc pas permettre cela » . Les députes PO ne prennent pas part au vote qui a suivi, sauf un qui vote contre.
Les députés PiS et Kukiz'15 modifient le lendemain l'article 30 du règlement de la Diète. Désormais, il est possible de porter devant le président de la Diète des motions concernant les élections ou les nominations pour les postes nationaux par la Diète dans des délais déterminés par ce dernier, si les circonstances nécessitant ces élections ou nominations sont autres que celles déterminées par le point 14.
Le 2 décembre 2015, la Diète élit Henryk Cioch, Lech Morawski, Mariusz Muszyński, Piotr Pszczółkowski et Julia Przyłębska en tant que juges constitutionnels. Le président Duda assermente les quatre premiers le 3 décembre et le cinquième le six jours après,. Dans les résolutions concernant l'élection de Henryk Ciocha, Lech Morawski et Mariusz Muszyński, la Diète n'a pas déterminé le début de leur mandat ,,, dans le cas de Piotr Pszczółkowski et Julia Przyłębska, leurs mandats ont été respectivement déterminés pour le 9 et le 9 décembre,.

#### Jugements du Tribunal constitutionnel

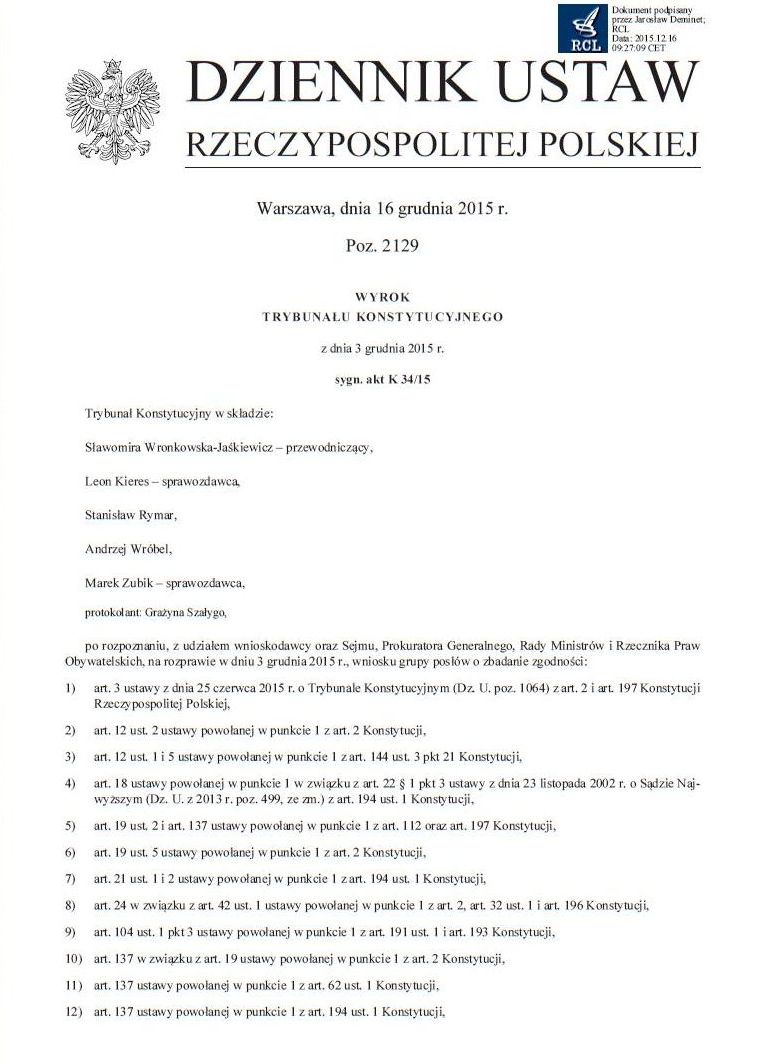
Première page du Journal Officiel avec le jugement du Tribunal constitutionnel dans l'affaire K34/15 du 3 décembre 2015, dont la publication est retardée jusqu'au 16 décembre 2015.

Le 3 décembre 2015, le Tribunal constitutionnel rend son jugement dans l'affaire « K34/15 » concernant la plainte contre la loi du 25 juin. Il reconnaît que la loi est conforme à la Constitution en ce qui concerne les trois juges dont les mandats débutaient en novembre et ne l’est pas en ce qui concerne les deux juges dont les mandats débutaient en décembre. Dans le développement de son jugement, le Tribunal juge que le président de la République est censé assermenter sans délais les trois juges légalement élus. La chancellerie du président réagit immédiatement en indiquant que le chef de l'État ne peut plus les assermenter, car tous les postes sont pourvus.
Le Tribunal rend six jours plus tard son jugement dans l'affaire « K35/15 » concernant la plainte contre la loi du 19 novembre. Il juge que cette loi est inconstitutionnelle en ce qui concerne l’élection des nouveaux juges et l'extinction des fonctions de ses actuels président et vice-président. Dans le même temps, il estime que la procédure d’élaboration de cette loi est conforme à la Constitution,.
La présidente du Conseil des ministres Beata Szydło suspend alors la publication du jugement du 3 décembre dans le Journal officiel, au motif que ce jugement a pu être rendu avec « un vice de forme », car rendu par cinq juges au lieu de neuf. Le 10 décembre, la chef de la chancellerie de la présidente du Conseil, Beata Kempa, adresse au Tribunal une demande d'explications à ce sujet, en informant que la publication de ce jugement sera ajournée jusqu'à leur réponse. Une telle demande est un cas sans précédent depuis le début des activités du Tribunal constitutionnel en 1986. Dans sa réponse du 11 décembre, le président du Tribunal indique, en accord avec l'article 190 alinéa 2 de la Constitution, que la publication des jugements du Tribunal constitutionnel est une obligation constitutionnelle et doit être exécutée sans délais par l'organe désigné pour y procéder, c'est-à-dire par le gouvernement, sans exception.
Le 14 décembre 2015, le parquet de Varsovie entame une enquête « pour manquement par omission depuis le 3 décembre 2015 », par les fonctionnaires publics, aux obligations résultant de l'article 190 alinéa 2 de la Constitution et de l'article 3 de la loi du 20 juillet 2000 sur la publication des actes normatifs et certains actes juridiques. L'omission de la publication sans délais d'un jugement du Tribunal constitutionnel peut constituer un délit contre l'intérêt public (article 231 §1 du Code pénal).
Finalement, le jugement dans l'affaire K34/15 est publié le 16 décembre et dans l'affaire K36/15, deux jours après.

#### Loi du 22 décembre 2015
En réaction au jugement du Tribunal constitutionnel, le groupe parlementaire PiS, qui dispose de la majorité absolue, commence son travail sur le changement de la loi sur le Tribunal constitutionnel. De son côté, le groupe parlementaire Kukiz'15 propose des changements dans la Constitution (l'augmentation du nombre de juges du Tribunal constitutionnel de 15 à 18, entre autres).
Le 22 décembre 2015, la Diète vote les changements dans la loi portant sur le Tribunal constitutionnel : le quorum absolu (quorum exigé pour les affaires d’une importance particulière) du Tribunal est porté de 9 à 13 juges ; l'assemblée générale du Tribunal est privée du droit d'achever avant terme les mandats de ses juges ; le président de la République et le ministre de la Justice obtiennent le droit d'entamer la procédure disciplinaire concernant les juges sauf si le président du Tribunal la considère sans fondement.

## Réactions

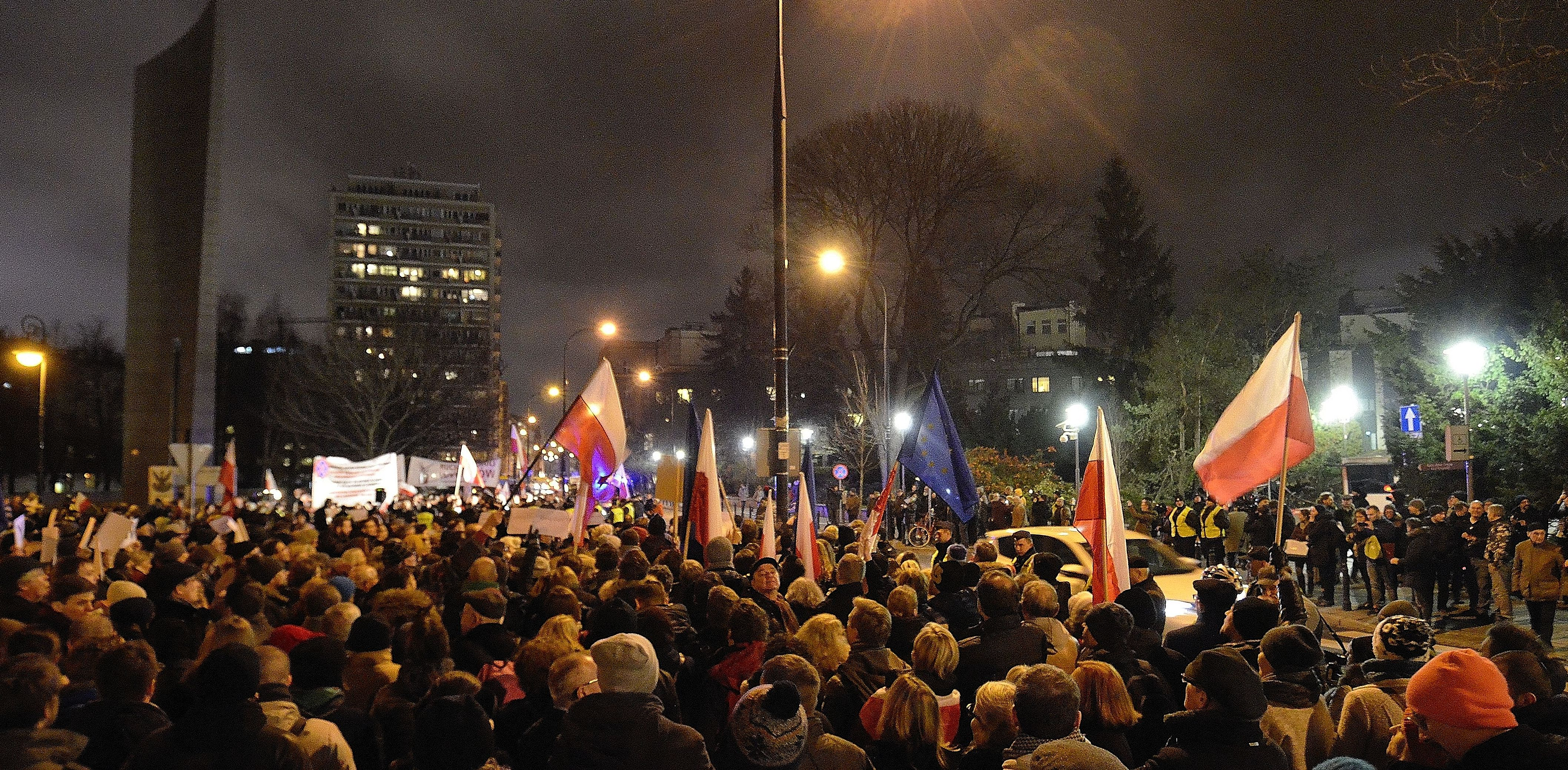
2 décembre 2015: les manifestations des approbateurs et des adversaires des élections des juges Tribunal constitutionnel par la nouvelle Diète à la place des juges élus par la Diète de la législature précédente.

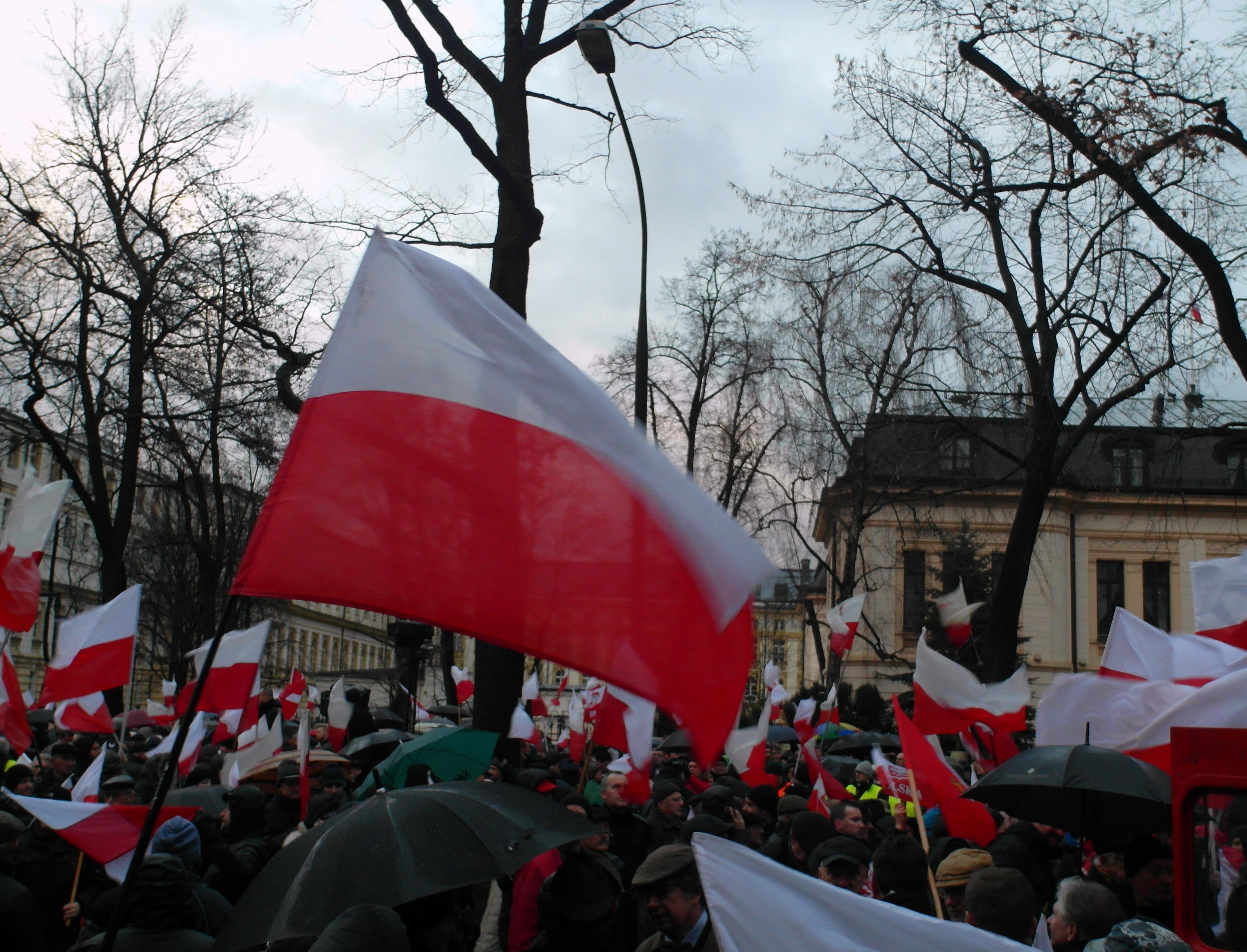
13 décembre 2015: la manifestation organisée par le Droit et justice devant le bâtiment de Tribunal

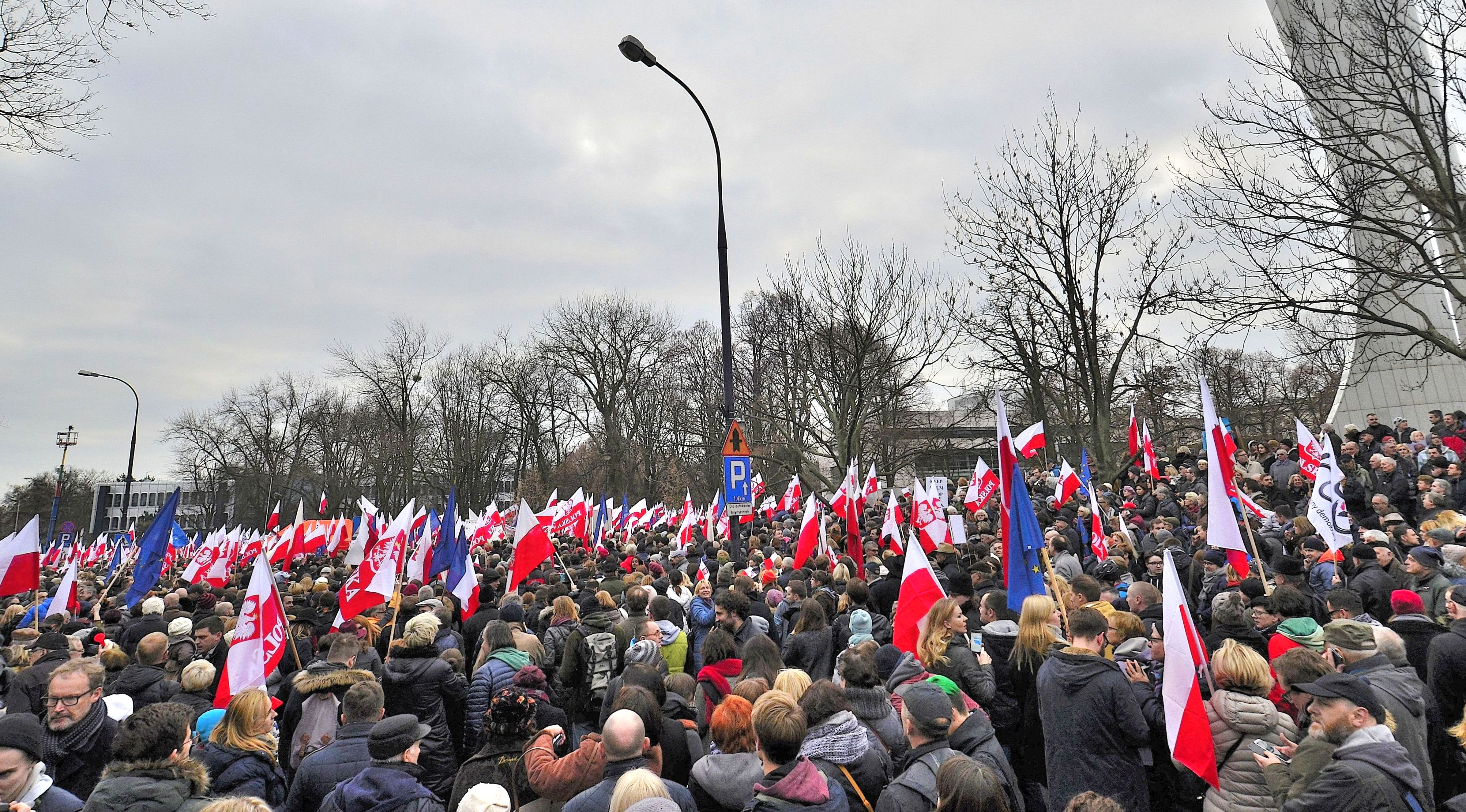
19 décembre 2015: la manifestation organisée par le Comité de défense de la démocratie devant le bâtiment de la Diète.

### De la CJUE
En avril 2020, la Cour européenne de justice ordonne à la Pologne la suspension du fonctionnement de sa chambre disciplinaire, au motif que l'impartialité et l'indépendance de cette instance établie au sein de la Cour suprême de Pologne par le gouvernement polonais ne seraient pas garanties.
Le 14 juillet 2021, une nouvelle ordonnance de la Cour de justice de l'UE demande à la Pologne la suspension immédiate de l'ensemble de sa chambre disciplinaire,. Le même jour, la Cour constitutionnelle polonaise estime que les mesures de l'Union européenne ne sont pas contraignantes.

### Manifestations en Pologne
Le 3 décembre 2015, le Comité de défense de la démocratie(KOD) organise le premier piquet d'appui pour le Tribunal constitutionnel. Le 12 décembre 2015, des manifestations organisées par le KOD ont eu lieu dans plusieurs villes. Dans les rues de Varsovie, des milliers des manifestants marchent, avec à leur tête des militants du KOD et des politiciens de l'opposition. Ils protestent contre le comportement de la majorité parlementaire et du président de la République de Pologne envers le Tribunal constitutionnel. Cette marche commence devant le siège du Tribunal constitutionnel, pour ensuite se diriger vers le bâtiment de la Diète et le Palais Présidentiel. Selon les estimations de différentes sources, à cette marche participent entre 17.000 et 50.000 personnes ,.
Le 13 décembre 2015, Droit et justice organise la cinquième « Marche de la liberté et de la solidarité », avec pour but de commémorer les victimes de l'état de guerre en Pologne dans les années 1981-1983. Cette marche se veut être, en même temps, une manifestation d'appui pour les actions du Oarlement et du président de la République au sujet du Tribunal constitutionnel. Les manifestants se re groupent sur la Place de Trois Croix à Varsovie et marchent ensuite vers le siège du Tribunal. Selon les différentes estimations, à cette marche participent entre 30 000 et 80 000 personnes.
Le 19 décembre 2015, le KOD organise des manifestations de protestation dans une vingtaine de villes en Pologne et devant plusieurs missions diplomatiques polonaises à l'étranger. Les manifestants critiquent les actions du gouvernement de Beata Szydło, ainsi que le comportement de la majorité parlementaire et du président de la République de Pologne envers le Tribunal constitutionnel.

### Au niveau international
La crise autour du Tribunal constitutionnel est largement commentée par les représentants des différents pays et organisations internationales. Le président du Parlement européen, Martin Schulz, constate que la situation en Pologne ressemble à un coup d'état, ce qui est vivement critiqué par le Premier ministre polonais, Beata Szydło. De son côté, le vice-président de la Commission européenne Frans Timmermans, adresse une lettre aux ministres polonais Zbigniew Ziobro et Witold Waszczykowski, les priant d'éclaircir la situation autour du Tribunal constitutionnel. D'autres personnes vont également manifester leur inquiétude devant la situation en Pologne, comme le ministre des Affaires étrangères du Luxembourg Jean Asselborn, ou les représentants du Conseil européen et de l'ONU.

D'après la Commission européenne, la crise concerne l'ensemble du système judiciaire polonais qui est selon elle défaillant. Fin décembre 2017, elle a publié la quatrième de ses recommandations dans le cadre des « mesures pour défendre l'indépendance de la justice en Pologne », déclarant : 

« En deux ans, les autorités polonaises ont adopté plus de treize actes législatifs ayant des incidences sur la structure du système judiciaire polonais [qui] ont pour caractéristique commune de permettre systématiquement au pouvoir exécutif et au pouvoir législatif de s'ingérer politiquement dans la composition, les compétences, la gestion et le fonctionnement du pouvoir judiciaire. »